# حارة المفزر (صنعاء)

تعديل مصدري - تعديل

حارة المفزر هي إحدى حارات حي سعوان بمديرية شعوب إحد مديريات العاصمة اليمنية صنعاء، بلغ تعداد سكانها 1019 نسمة حسب تعداد اليمن لعام 2004.